# Чингирлауски район
Чингирлауски район (на казахски: Шыңғырлау ауданы) е съставна част на Западноказахстанска област, Казахстан, обща площ 7352 км2 и население 14 606 души (по приблизителна оценка към 1 януари 2020 г.). Административен център е село Чингирлау.